# どっこい大作
『どっこい大作』（どっこいだいさく）は、1973年1月8日から1974年3月25日まで、NET（現：テレビ朝日）系で放送されたテレビドラマ。全62話。スポンサーは三菱電機の一社提供。

## 概要

### ストーリー
北海道で貧しい生活を送っていた田力大作（たぢから・だいさく。「田」と「力」の組み合わせで「男」）は、唯一の財産である牧場を、借金の担保として実業家・二階堂甚平に取り上げられてしまい、無一文になる。通っていた中学の校長の助言により“日本一の男”を目指して高校には進まず単身上京したはいいが、夢だった大鵬部屋への入門を果たせず、力士への夢をあきらめる。二階堂の紹介でラーメン屋「珍竜軒」に就職した大作は、その後、清掃会社「清潔社」、ベーカリー「ハッピーパン」と舞台を変えながら、ライバルや多くの試練に立ち向かっていく。苦難を前にした時には、「どっこい、どっこい」と相撲の張り手の構えで発憤し、乗り越える。二階堂は、時に大作を見守り、時には壁となって立ちはだかり、その成長を支えていく。
大作の職業と店主、ライバル
- 第一部（第1クール）はラーメン屋。店主役は多々良純。ライバルの江戸っ子ラーメン職人役は、主題歌を唄っている山田太郎。
- 第二部（第2クール）は清掃会社。清掃会社の社長役は牟田悌三。ライバルのクールな掃除夫役は石田信之。
- 第三部（第3クール以降）はパン屋。店主役は由利徹。ライバル（第40話以降）の無頼なパン職人役は佐々木剛。

### 時代背景
高等学校への進学者はエリートであり、ほとんどの中学校卒業者は「金の卵」と呼ばれ、地方から大都市に集団就職していた時代背景を織り込み、作品が製作された。

## キャスト

### 主要登場人物
- 田力大作：金子吉延
- 藤原成平：竹尾智晴
- 日向早苗：津山登志子
- 田力たつ子：小林トシ枝
- 田力さち子：水村繁子
- 二階堂甚平：志村喬
- 貫田校長：笠智衆（第1、17、26、61話）
- 田力一作：猪野剛太郎（第37話）
- ナレーター：羽佐間道夫

### 二階堂家関係者
- 二階堂新一：小沢幹雄（第1 - 3、8、15、22、44話）
- 二階堂咲子：北沢典子（第2、3、8、60話）
- 二階堂涼子：純アリス（第2、3、7、8、13、15、21、60話）
- 二階堂圭太：続木太郎（第2、3、8、12、14、15、18、60話）

### ラーメン屋「珍竜軒」関係者
- 青山儀三郎：多々良純（第2 - 5、7 - 13話）
- 青山柾江：桜むつ子（第2 - 5、7 - 11、13話）
- 青山勝子：府川房代（第2 - 5、7 - 13、27話）
- 白木：畠山麦（第2 - 13、27話）
- 松川：中村俊男（第2 - 13、27話）
- ラーメン太郎：山田太郎（第4、10、11、57話）

### 清掃会社「清潔社」関係者
- 皆川雄三：牟田悌三（第13 - 27話）
- 皆川さえ子：夏純子（第13 - 27話）
- 皆川ジュン：星野みどり（第13 - 27話）
- 皆川春男：進士晴久（第13 - 25、27話）
- 皆川夏男：飯塚仁樹（第13 - 25、27話）
- 皆川秋男：山田芳一（第13 - 25、27話）
- 皆川冬太：小塙謙二（第13 - 25、27話）
- 山平通：力石民穂（第13 - 27話）
- 黒沼：小池正史（第13、19、24、26話）
- 赤垣：保高正伸（第19、24、26、27話）
- 篠田：吉田守、森谷正（第19、24、26話）
- 風野三郎：石田信之（第14 - 16、21、27話）

### パン屋「ハッピーパン」関係者
- 小山孫一：由利徹（第28 - 42、44 - 46、50、51、53 - 62話）
- 小山ミキ：高橋ゆかり（第28 - 42、44 - 49、51、53、54、57、61、62話）
- 三吉：みずのこうさく（現・水森コウ太）（第29 - 42、44 - 47、50 - 62話）
- 河内キン子：山田由美子（第30 - 42、44 - 62話）
- 大家・片井鉄五郎：坊屋三郎（第29、31、35、36話）
- おかね：稲吉靖（第28 - 42、44、62話）
- カメ夫：川島哲也（第30 - 42、44、62話）
- 大塚よし：うえずみのる（第28 - 42、44 - 62話）
- 鬼頭：吉田義夫（第28、29話）
- 桜田：ケーシー高峰（第30、32、34、62話）
- 一宮男爵：大泉滉（第29 - 36、38 - 41、44 - 46、48、50、52、53、56、62話）
- 鳴門源次：佐々木剛（第40 - 42、44、46 - 51、53 - 56、58 - 62話）
- 鳴門源次の義妹・鳴海京子：水沢アキ（第47、58話）
- 宮本厳哲：進藤英太郎（第32、40話）

### 製パン会社「サンジェルマン」工場関係者
- パン工場職人・平山：山本正明（第46 - 48、51 - 52、55、57、59話 [注釈 2]
- パン工場職人・井上：藤田漸（第48、51、55、59話）[注釈 3]
- パン工場職人・加藤：島もとき（第48、51、55、59話）[注釈 4]
- 西原課長：梅津栄（第48、59話）
- 村上健太：高峰圭二（第59、62話）
- 篠田梨花：桜田淳子（第59話）
- 篠田勘兵衛：加藤嘉（第59、60話）

### 主なゲスト

#### ラーメン屋「珍竜軒」編
第1話
大鵬幸喜（本人 役、特別出演）、大鵬部屋
大真隆年（本人 役、ノンクレジット）、大鵬部屋
第3話
名古屋章（大垣 役）
佐藤仁哉（時夫 役）
第5話
山田圭子（山川和子 役）
第6話
北村晃一（片岡茂 役）
第7話
真山譲次（浅井健二 役）
第8話
武智豊子（日の本 役）
坊屋三郎（王さん 役）
第9話
小松方正（重原 役）
美樹克彦（保 役）
沖わか子（さわ子 役）
第10話
輪島功一（本人 役）
山本麟一（高井銀次郎 役）
第11話
富士乃幸夫、小林貞夫（作業員 役）
山本麟一（高井銀次郎 役）
見明凡太朗（丸山孔明　役）
第12話
桑山正一（信夫の父 役）
小林文彦（小林信夫 役）
北村晃一（片岡 役）
第13話
進藤幸、鈴木志郎（ラーメン屋 役）
中村文弥（セールスマン 役）

#### 清掃会社「清潔社」編
第14話
海野かつお（仙助 役）
上田みゆき（コウ 役）
村田英雄（田十段 役）
第15話
海野かつお（仙助 役）
第17話
三井弘次（猪木 役）
第18話
住田知仁（昌夫 役）
第20話
浜村純（松本万造 役）
初井言榮（松本のぶ 役）
保積ペペ（松本英二 役）
第21話
久万里由香（津島かおる 役）
プラバー・シェス（正子 役）
第22話
清水一郎（小出茂造 役）
本田みちこ（小出マキ子 役）
大下哲矢（松坂喬 役）
第23話
玉川良一（玉井東吉 役）
岡浩也（玉井シゲル 役）
第26話
大泉滉（永井 役）
第27話
大山倍達（本人 役）
飯塚昭三（大山倍達の声、ノンクレジット）
佐藤勝昭（本人 役、ノンクレジット）

#### パン屋「ハッピーパン」編
第28話
人見きよし、東隆明（港の労務者 役）
原大作、池田力也、河原崎洋夫（若い衆 役）
藤田小女姫（本人 役）
第29話
柳家かゑる（支配人 役）
第30話
中村是好（易者 役）
花巻五郎、岡田勝（桜田の店員 役）
第31話
人見明（柴田栄吉 役）
第32話
トリオ・ザ・パンチ（警官 役）
第33話
キャロライン洋子（王女マリ 役）
大前均（侍従 役）
たこ八郎（侍従 役）
沖わか子（女官 役）
小林昭二（友情出演）
宮内洋（露天商 役、友情出演）
第34話
楠トシエ（高峰 役）
加藤春哉（川西 役）
第35話
阿部進（カバ田社長 役）
立原博（源五郎 役）
江幡高志（植村三郎 役）
里美ゆり（ゆり 役）
第36話
藤岡重慶（東郷隆盛 役）
河野彰（黒木 役）
第37話
奥村公延（小杉吾一 役）
村井恵美（小杉の妻 役）
倉田艶美（子供 役）
第38話
高城丈二（健 役）
近松麗江（よしの母・大塚キヨ 役）
第39話
藤原釜足（並木大五郎 役）
浅野真弓（並木啓子 役）
磯野千鳥（並木しま 役）
第40話
今村原兵（和尚 役）
西沢武夫（審査委員長 役）
大矢兼臣（司会者 役）
第41話
東龍明（呼び屋 役）
西沢武夫（審査委員長 役）
大矢兼臣（司会者 役）
第42話
ゆうきみほ（山岸美沙 役）
トミー（山岸とみ 役）
ZOO（その仲間 役）
青木和子（山岸きくの 役）
如月寛太（老人 役）
第43話
ゆうきみほ（山岸美沙 役）
トミー（山岸とみ 役）
ZOO（その仲間 役）
青木和子（山岸きくの 役）
花沢徳衛（山岸達造 役）
福岡正剛（ホテル支配人 役）
第45話
沖雅也（池信一 役）
西崎緑（土崎ゆかり 役）
穂積隆信（司会者 役）
第46話
赤木春恵（山崎光子 役）
星克己（山崎一郎 役）
グループサウンズスーパーエイジズ（同グループ 役）
第47話
中田博久（ゴーゴーホールの男 役）
藤山律子（ジュン 役）
第48話
鮎川由美（愛川ユミ 役）
星美智子（おかみ 役）
第49話
水町千代子（水の江律子の母 役）
相馬剛三（医者 役）
第50話
岡村文子（園長 役）
直木晶子（絵美の母 役）
島田歌穂（中川絵美 役）
由美かおる（青山恵子 役、特別出演）
第51話
田中エリカ（三木エリ子 役）
倉石功（鹿島次郎 役）
宗近晴見（岩田 役）
松尾佳子（三木エリ子の声、ノンクレジット）
第52話
音羽美子（勝田みつ子 役）
大原みどり（流しのみどり 役）
吉田守（勝田誠一 役）
桂小金治（勝田金次 役）
第54話
平田隆夫とセルスターズ（同グループ 役）
川口真有美（松本かおる 役）
第55話
麻田ルミ（佐藤明子 役）
潮万太郎（明子の父 役）
第56話
小川悦子（野村百合子 役）
第57話
松崎真（ラーメン屋おやじ 役）
逗子とんぼ（客 役）
秋本京子（昌代 役）
大原百代（寮母 役）
第61話
沖雅也（池信一 役）
室田日出男（蛭田 役）
藤山律子（リツ 役）
第62話
大矢兼臣（司会者 役）

## スタッフ
- 企画：大村拓三、後藤武彦（NET）、七條敬三（東映）
- 脚本：滝沢真里、村山庄三、上條逸雄、山崎久、中山昌一、山本修右、海堂肇
- 音楽：渡辺宙明
- 演奏：スクリーン・ミュージック
- 撮影：原秀夫、古市勝嗣、篠原征夫(プロダクションショット)
- 照明：安藤真之助、太田耕治、佐藤浩
- 美術：大橋雅俊(エキスプロダクション)
- 仕上製作：映広音響
- 録音：太田克己
- 編集：菅野順吉、武中昭世
- 効果：協立効果
- 記録：山之内康代、紀志一子、松田とも子、西村たつ子、増田美代子、山田光枝
- 助監督：前川洋之、高橋正治、梅田味伸、久保田悦夫、福島孔道、長石多可男
- 進行主任：佐久間正光、大竹昭男、伊藤隆造、古泉雅、大里俊博、斉藤正勝
- 東京映像企画、東京衣裳、東映化学
- 協力：よみうりランド、椿山荘、横浜ドリームランド、東海観光ホテル今井浜ガーデン、伊豆箱根鉄道、品川スケートセンター
- 監督：田口勝彦、田中秀夫、折田至、前川洋之、山田稔
- 制作：NET、東映[注釈 6]
- ノンクレジット

企画：平山亨

## 主題歌
レコードはクラウンレコード（現：日本クラウン）から発売された。
オープニングテーマ「どっこい野郎」
作詞 - 滝沢真里、八手三郎 / 作曲 - 渡辺宙明 / 編曲 - 湯野カオル / 歌 - 山田太郎
エンディングテーマ「明日への出発」
作詞 - 星野哲郎 / 作曲 - 市川昭介 / 編曲 - 荒木圭男 / 歌 - 山田太郎
放送では2番を使用。
CDは、まず1994年3月1日にバップから発売された「懐かしのテレビまんが主題歌大全集～特撮ヒーロー編(2)」に、特撮作品でも無いのにOP・EDが収録。その後2001年4月21日に同じくバップから発売された「懐かしのテレビまんがBGMコレクション どっこい大作ミュージックファイル」に、OP・EDを始め、本編で使用されたBGMが収録された。

## 放映リスト
| 放送日        | 話数 | サブタイトル                   | 脚本            | 監督     |
| ------------- | ---- | ------------------------------ | --------------- | -------- |
| 1973年 1月8日 | 1    | ほえろ火の玉!!                 | 滝沢真里        | 田口勝彦 |
| 1月15日       | 2    | お米は1万3千粒                 | 滝沢真里        | 田口勝彦 |
| 1月22日       | 3    | 成せば成る?!                   | 滝沢真里        | 田口勝彦 |
| 1月29日       | 4    | バカ野郎は誰だ!!               | 村山庄三        | 田中秀夫 |
| 2月5日        | 5    | 自分の足で歩け!!               | 村山庄三        | 田中秀夫 |
| 2月12日       | 6    | のびたラーメン一千万円!!       | 上條逸雄        | 田口勝彦 |
| 2月19日       | 7    | ラーメン一パイたんこぶ10コ     | 上條逸雄        | 田口勝彦 |
| 2月26日       | 8    | 鬼がキャベツをきざむ!!         | 村山庄三        | 田中秀夫 |
| 3月5日        | 9    | 頭の上のハエをたたけ!!         | 村山庄三        | 田中秀夫 |
| 3月12日       | 10   | 怒りに紅い花が咲く!!           | 村山庄三        | 折田至   |
| 3月19日       | 11   | 呪いの味をうち砕け!!           | 村山庄三        | 折田至   |
| 3月26日       | 12   | そのタレを逃すな!!             | 上條逸雄        | 田中秀夫 |
| 4月2日        | 13   | ぶちわれラーメンドンブリ!!     | 上條逸雄        | 田中秀夫 |
| 4月9日        | 14   | すごい奴がまっていた!!         | 滝沢真里        | 田口勝彦 |
| 4月16日       | 15   | 磨け! 鬼の道!!                 | 滝沢真里        | 田口勝彦 |
| 4月30日       | 16   | モップの魂を探せ!!             | 村山庄三        | 折田至   |
| 5月7日        | 17   | 先生か!! タイヤキか!?          | 滝沢真里        | 折田至   |
| 5月14日       | 18   | 自分が敵だ!!                   | 村山庄三        | 折田至   |
| 5月21日       | 19   | 金じゃないぜ!! 心だよ!!        | 上條逸雄        | 田中秀夫 |
| 5月28日       | 20   | ズッコケ野郎の親孝行!?         | 上條逸雄        | 田中秀夫 |
| 6月4日        | 21   | 売ってたまるか男のホコリ!!     | 山崎久          | 田中秀夫 |
| 6月11日       | 22   | たたき出せ!! 心の白アリ        | 滝沢真里        | 田中秀夫 |
| 6月18日       | 23   | ダメなオヤジの子守唄!!         | 滝沢真里        | 田中秀夫 |
| 6月25日       | 24   | 裏切者の友情!!                 | 山崎久          | 田中秀夫 |
| 7月2日        | 25   | 157番目のラブレター!?          | 上條逸雄        | 田中秀夫 |
| 7月9日        | 26   | ゴメンよ!! 母ちゃん!!          | 山崎久          | 田中秀夫 |
| 7月16日       | 27   | 世界一に負けぬ日本一!!         | 上條逸雄        | 田口勝彦 |
| 7月23日       | 28   | ドン! とやるぞ!!               | 山崎久          | 田口勝彦 |
| 7月30日       | 29   | ヘンな奴らが集まった!!         | 村山庄三        | 田中秀夫 |
| 8月6日        | 30   | 男一匹こなごなだ!!             | 滝沢真里        | 田中秀夫 |
| 8月13日       | 31   | ふくらめ! パンパカパン!!       | 上條逸雄        | 田口勝彦 |
| 8月20日       | 32   | パンで突っこめ－パン!?         | 村山庄三        | 田口勝彦 |
| 8月27日       | 33   | 殺し屋にパンを投げろ!!         | 上條逸雄        | 前川洋之 |
| 9月3日        | 34   | ありがとう! カニさん!!         | 滝沢真里        | 田中秀夫 |
| 9月10日       | 35   | ウソかマコトか？パンで勝負だ!! | 村山庄三        | 田口勝彦 |
| 9月17日       | 36   | 帰って来たびんぼう神!!         | 村山庄三        | 田中秀夫 |
| 9月24日       | 37   | 父ちゃんがいた!!               | 上條逸雄        | 田口勝彦 |
| 10月1日       | 38   | 今に見てくれおッ母さん!!       | 上條逸雄        | 田中秀夫 |
| 10月8日       | 39   | 若者よ! 大志をいだけ!!         | 上條逸雄        | 田中秀夫 |
| 10月15日      | 40   | くたばれ! ニセ日本一!!         | 山崎久          | 田中秀夫 |
| 10月22日      | 41   | 0.1グラムへの戦い              | 中山昌一        | 田中秀夫 |
| 10月29日      | 42   | ヘラ一本男の旅だ!!             | 上條逸雄        | 田中秀夫 |
| 11月5日       | 43   | あった! 幻のパン?!             | 上條逸雄        | 田中秀夫 |
| 11月12日      | 44   | ひらけハスの花                 | 中山昌一        | 田口勝彦 |
| 11月19日      | 45   | ケンカと踊りの日本一!!         | 中山昌一        | 田口勝彦 |
| 11月26日      | 46   | 母さんにカンパイ!!             | 中山昌一        | 田中秀夫 |
| 12月3日       | 47   | 青春のひみつ                   | 上條逸雄        | 田中秀夫 |
| 12月10日      | 48   | 青い鳥が逃げる!!               | 海堂肇          | 山田稔   |
| 12月17日      | 49   | 君に何ができるか？             | 海堂肇          | 山田稔   |
| 12月24日      | 50   | ひげのないサンタクロース       | 上條逸雄        | 田中秀夫 |
| 1974年 1月7日 | 51   | 洗われた愛                     | 中山昌一        | 田中秀夫 |
| 1月14日       | 52   | 父と母と成人式                 | 中山昌一        | 田口勝彦 |
| 1月21日       | 53   | 誇り高き戦い                   | 山本修右 海堂肇 | 田中秀夫 |
| 1月28日       | 54   | ウソとハチのムサシ             | 上條逸雄        | 田口勝彦 |
| 2月4日        | 55   | 夢よはばたけ                   | 上條逸雄        | 田中秀夫 |
| 2月11日       | 56   | 青春の別れ                     | 上條逸雄        | 田中秀夫 |
| 2月18日       | 57   | 僕の道君の道                   | 上條逸雄        | 前川洋三 |
| 2月25日       | 58   | 情無用の日本一                 | 上條逸雄        | 田中秀夫 |
| 3月4日        | 59   | 咲け! のぞみの花               | 上條逸雄        | 田口勝彦 |
| 3月11日       | 60   | これがおれのパンだ!!           | 上條逸雄        | 田中秀夫 |
| 3月18日       | 61   | いちど限りの人生だ!!           | 中山昌一        | 田中秀夫 |
| 3月25日       | 62   | 日本一は誰だ!!                 | 中山昌一        | 田中秀夫 |

- 1973年4月23日はプロ野球中継「大洋×巨人」戦（19:30 - 21:55）[注釈 7]のため休止。
- 1973年12月31日は『ビッグスペシャル』の年末拡大版『年忘れビッグスペシャル ドリフの爆笑73年大行進』（19:00 - 20:55）のため休止。

## 放送局
- NET（制作局）：月曜 19:30 - 20:00
- 北海道テレビ：月曜 19:30 - 20:00[1]
- 青森テレビ：水曜 16:52 - 17:22[2]
- 秋田放送：火曜 17:00 - 17:30[3]
- 山形テレビ：水曜 18:00 - 18:30[2]（1973年2月7日第1回放送[4]、1か月遅れ）
- 宮城テレビ：月曜 19:30 - 20:00[5]
- 山梨放送：月曜 19:00 - 19:30（1973年10月時点）[6] → 金曜 18:00 - 18:30（1974年6月7日まで放送、2か月強遅れ）[7]
- 福井放送：土曜 19:00 - 19:30（1974年3月30日まで放送）[8]
- 名古屋テレビ：月曜 19:30 - 20:00[9]
- 毎日放送：月曜 19:30 - 20:00
- 日本海テレビ：木曜 18:00 - 18:30（数か月遅れ）[10]
- テレビ岡山 : 土曜 18:00 - 18:30 （1974年10月5日より放送）[11]
- 瀬戸内海放送：月曜 19:30 - 20:00[12]
- 広島ホームテレビ：月曜 19:30 - 20:00[12]
- テレビ山口：火曜 19:30 - 20:00[13]
- テレビ愛媛：日曜 7:15 - 7:45[14]
- 九州朝日放送：月曜 19:30 - 20:00[15]
- テレビ大分：月曜 19:30 - 20:00[16]
- 宮崎放送：金曜 18:00 - 18:30[17]

## 映像ソフト
- ベストフィールドより全話を収録したDVDが発売（vol.1、2と分けて発売）され、初めてソフト化されている。

## ネット配信
- YouTube「東映シアターオンライン」で、2022年12月1日から「据置枠」で第1・2話が常時無料配信されている。

## エピソード
- 本作を制作したのは東映テレビ・プロダクション（TTPもしくはTVP名義）であるが、下請制作は『仮面ライダー』などで知られる東映生田スタジオにて行われていた[18]。プロデューサーの平山亨以下多くのスタッフが仮面ライダーシリーズと共通しており、メイン監督の田中秀夫も後年『仮面ライダー (スカイライダー)』や『仮面ライダースーパー1』に参加している[18]。
  - 第33話では、同時期に制作されていた『仮面ライダーV3』の小林昭二や宮内洋が友情出演する[注釈 8]。また、女官役の沖わか子は『仮面ライダー』第14話以降、レギュラーを務めていた。
  - 仮面ライダーのアクションを担当した大野剣友会メンバーも、何回も出演している（中村文弥、岡田勝など）。
- 金子吉延は当時高校生であったが、番組の度重なる放映延長に伴う学業の遅延に、1年留年してしまい、高校を4年通うこととなった[19]。
- 本作の音楽には同時期に放送されていた『人造人間キカイダー』の楽曲が一部流用されている。終盤には、同時期に生田スタジオで制作中だった『イナズマン』の楽曲も流用されている。
- 製パン業「サンジェルマン」は神奈川県に実在する。
- 元東映生田スタジオ所属の山田哲久によると、本作品の音声は同録だったとの事。これはほぼ毎回の様に出演する著名人ゲストのアフレコスケジュール交渉が難しいためで、東映テレビ・プロダクション側からの指示だったという[20]。

### 『東映ヒーロー名人列伝』より
以下は、平山亨『東映ヒーロー名人列伝』風塵社、150頁-160頁による。
大鵬のゲスト出演について
当時、大鵬はマスコミへの露出を嫌い、出演依頼を全て断っていた。
七条敬三（東映のプロデューサー）も電話で断られたところ、平山が七条を発奮させ、巡業先の北海道までアポイントなしで押しかけさせた。その誠意により、第1話への出演が果たされた。
志村喬の出演について
志村はトップクラスの俳優であったが、平山らはレギュラー出演を受けてもらうことに関し、待遇に不安を持っていた（例えば、生田スタジオは貧相である）。
平山は七条を付き人に任命し、毎回、朝晩の送り迎えをさせた。誠意は志村に伝わり、七条を可愛がっていたという。
お米の数について
第2話で大作が米の数を数えるシーンがあるが、脚本には何粒か明記されていなかった。平山は自宅で徹夜し、1升の米を数えた。なお、同書では93145粒または93147粒が挙げられているが、劇中で大作が数え終わったのは13966粒。

### 番組の影響
- プロレスラーの浪口修（ZERO1所属）は、本作のテーマ曲を入場テーマ曲にしてリングに上がっていた。およそ5年間継続していたため、曲を変更した以降も「浪口＝どっこい」のイメージは離れず、「どっこい浪口」のリングネームでも戦ったことがある。
- アニメ『かんなぎ』では、劇中歌の作曲・作詞者の名義として「どっこい大作」が使用されている。

## 漫画版
池田ひろしによって漫画化され、『週刊少年チャンピオン』（秋田書店）に1973年8号から同年39号まで連載された。単行本化はされていない。